# Bow, New Hampshire
Bow är en kommun (town) i Merrimack County i delstaten New Hampshire med 8 229 invånare (2020). 

## Kända personer från Bow
- Henry Moore Baker, politiker
- Mary Baker Eddy, religiös ledare